# Церковный устав Владимира

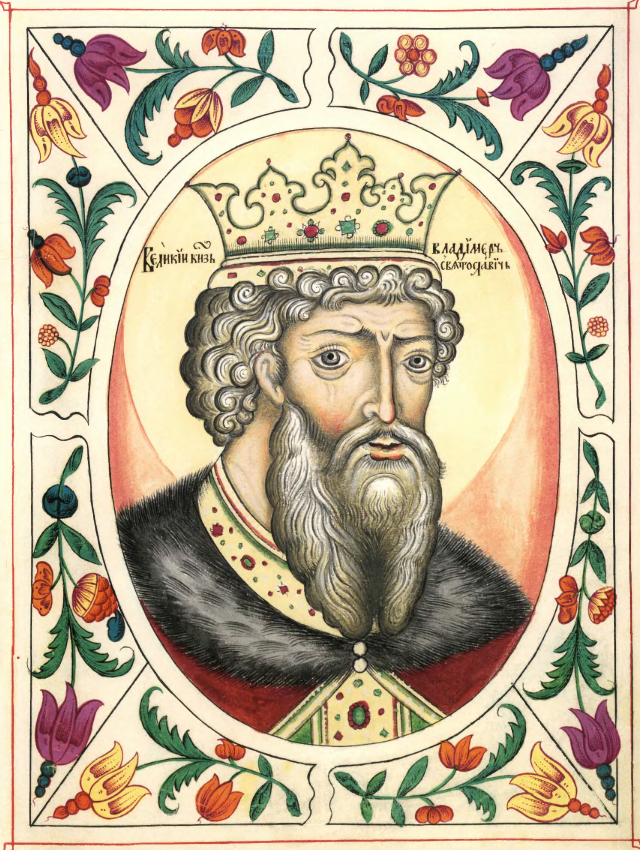
Владимир I Святославич (миниатюра «Царского титулярника»)

Церковный устав Владимира  — источник церковного права государственного происхождения, изначально составленный в конце X — начале XI веков. Составление Устава приписывается князю Владимиру Святославичу. Устав впервые на Руси разграничил подведомственность дел между светскими и церковными судами, а также устанавливал уплату десятины со всех княжеских доходов в пользу церкви. Один из основных письменных источников русского права.

## Происхождение
В древности никто не сомневался в происхождении «Устава» от князя Владимира. Впервые историк Н. М. Карамзин, ввиду некоторых хронологических несообразностей «Устава» (Владимир по «Уставу» — современник константинопольского патриарха Фотия) первым стал отрицать его подлинность.
Профессор А. С. Павлов высказал компромиссную точку зрения на происхождение «Устава»: 
Письменные памятники древности могут быть подлинными в материальном отношении и не подлинными в формальном. То есть они могут содержать в себе юридические нормы, действительно принадлежащие тем законодательным авторитетам, которым приписывает их данный памятник, но само письменное изложение этих норм может быть делом другой руки, современной и позднейшей… Памятник этот (Устав), несомненно, составлялся из частных и, по всей вероятности, разновременных распоряжений Владимира по делам церкви. Некоторые из которых, именно те, в которых исчисляются суды и люди церковные, надобно думать, сделаны были еще при самом Владимире или вскоре после него. Это доказывается их языком.

В 1926 году С. В. Юшков, изучая «Устав», пришёл к выводу, получившему признание в современной науке: 
В основе Устава… лежит грамота о выделении десятины церкви Богородицы в 995—996 гг., которая была переработана в Устав в начале XI века (до 1011 г.) в связи с учреждением епископских кафедр, распространением на них церковной десятины и установлением церковной юрисдикции. Устав продолжал складываться и развиваться в XI—XII вв. вместе с укреплением и расширением церковной организации. В него были внесены перечни церковных судов и церковных людей. Архетипический текст, лежащий в основе существующих редакций, сложился в середине или второй половине XII века.

## Состав устава
Содержание «Устава» князя Владимира можно разделить на следующие три части: вступление, установительную часть и заключение.

### Вступление
Во вступлении говорится о крещении Руси и первой Русской митрополии, о построении князем Владимиром церкви во имя Пресвятой Богородицы и об установлении на её содержание десятинного сбора со всех княжеских доходов: почему и сама церковь получила название Десятинной. Во вступлении также говорится о том, что, по Номоканону, в духовные суды светская власть не имеет права вмешиваться, вместе с тем Владимир постановляет, что духовные судьи должны присутствовать в светских судах для надзора за правильною, необидною для церкви уплатой десятинного сбора с судебных доходов.

### Установительная часть
Установительная часть содержит в себе перечень дел, по которым все граждане подлежат духовному суду, а равно, лиц и учреждений, подсудных церкви по всем делам, и постановление об отдаче торговых мер и весов в церковное ведомство.
Дела, подлежащие, по «Уставу», церковному суду:
- Дела брачные — развод, умычка или умыкание, то есть похищение невесты (языческий брачный обычай) и дела о браках в недозволенных степенях родства или свойства.
- Дела семейные и о наследстве, а именно: ссоры супругов между собой из-за имущества, дурное обращение детей с родителями и тяжбы родственников между собой о наследстве.
- Дела о преступлениях против веры и церкви: о чародействе и изготовлении ядов, о церковной татьбе (краже), ограблении мертвых, о совершении языческих обрядов и об осквернении храмов.
- Дела об оскорблениях словом и действием.
- Дела о прелюбодеянии и противоестественном разврате.

Лица и учреждения, подлежащие церковному суду по делам любого рода:
- священно- и церковнослужители и их дети, живущие не в разрыве с отцом;
- некоторые лица, не принадлежащие к церковному клиру, но причисленные в состав церковных людей:

1. лекари, так как их ремесло находилось в тесной связи со знахарством, считавшимся в те времена одним из видов языческой мудрости, преследуемой церковью, поэтому для очищения врачебного искусства от обрядов и приемов ведовства, лекаря отданы под надзор церковной власти и подчинены церковной юрисдикции;
2. прощенники — лица, удостоившиеся чудесного исцеления от недугов;
3. задушные люди — рабы, отпущенные на волю ради смертного часа их владельца;
4. странники, увеченные, вдовы, получающие от церкви содержание;
5. лица находящиеся под епитимьей;
6. лица добровольно вышедшие из иночества.

- учреждения церковного ведомства: монастыри, больницы и странноприимные дома.

### Заключение
Заключение, или послесловие, «Устава» состоит из заклятия, обращенного Владимиром к нарушителям прав церкви, определяемых в Уставе: 
Аще кто преступить сиа правила, якоже есмь управил по святых отець правилом и первых царь управлению, кто иметь преступати правила си: или дети мои князи, или правнуци, или в котором городе наместник, или судья, или тивун — а имуть обидети суды церковныа или отьимати, да будуть прокъляти в сии век и в будущий о седми Събор святых отець Вселеньскых.

## Значение
Устав стал первым нормативным актом, определившим статус и полномочия церковной власти в Киевской Руси, после принятия ею христианства. Церковь кроме судебных полномочий, получила под свой надзор систему мер и весов, а также ежемесячное содержание в виде десятины от княжеских доходов.

## Издания текста
- Памятники русского права / Под ред. С. В. Юшкова. М., 1952. Вып. I: Памятники права Киевского государства X—XII вв. / А. А. Зимин.
- Древнерусские княжеские уставы XI—XV вв. / Я. Н. Щапов. М., 1976.